# SOJA
SOJA (расшифровывается как Soldiers of Jah Army, рус. — Солдаты армии Джа) — регги-группа из Арлингтона, США.

## История
В немалой степени зарождению Soldiers of Jah Army способствовали культурные традиции Африки и песни Боба Марли, которые в детстве с восторгом впитал в себя лидер коллектива Джейкоб Хэмпхилл (в конце 1980-х семья Хэмпхиллов жила в Либерии, Западная Африка: там работал отец мальчика — резидент представительства международного валютного фонда). По возвращении в Соединённые Штаты Америки Джейкоб встретил Боба Джефферсона, с которым быстро подружился на почве любви к року, хип-хопу и регги. Позднее, во время учёбы в средней школе, они встретили Райана Берти, Кена Браунэлла и Патрика О’Ши. В 1997 году квинтет образовал Soldiers of Jah Army.
Первые записи коллектива — альбом Peace in a Time of War и его даб-версия Dub in a Time of War, а также диск Get Wiser заметного успеха не имели. С выходом пластинки Born in Babylon, которая до сих пор значится в Top 10 Reggae Albums хит-парада iTunes Store, группа приобрела популярность в странах Карибского бассейна и Южной Африки, в особенности Бразилии.
Альбом Strength to Survive, вдохновлённый Survival Боба Марли, наконец принёс SOJA признание на родине — запись достигла 36 строчки в чарте Billboard 200 и возглавила хит-парад Billboard Top Reggae Albums. За 18 месяцев 2011—2012 годов группа дала 360 концертов по странам Африки и Америки без поддержки крупных лейблов. Американский регги-рок журнал The Pier два года кряду присуждал SOJA звание Artist of the Year. В течение 2013 года коллектив работал над шестым студийным альбомом, который был выпущен в 2014 году.
На премии «Грэмми-2022» альбом Beauty in the Silence победил в номинации «Лучший регги-альбом».

## Участники
|                                  |  |                                |  |                              |
| Рафаэль Родригес, Боб Джефферсон |  | Джейкоб Хэмпхилл, Кен Браунэлл |  | Эльман Эскорсия, Райан Берти |

| - Джейкоб Хэмпхилл — вокал, гитара - Боб Джефферсон — бас-гитара, бэк-вокал - Эльман Эскорсия — саксофон - Рафаэль Родригес — труба | - Райан Берти — ударные - Кен Браунэлл — перкуссия - Патрик О’Ши — клавишные - Тревор Янг — соло-гитара |

## Дискография
Студийные альбомы
- 2000 — Soldiers of Jah Army (мини-альбом)
- 2003 — Peace in a Time of War
- 2005 — Dub in a Time of War
- 2007 — Get Wiser
- 2008 — Stars & Stripes (мини-альбом)
- 2009 — Born in Babylon
- 2012 — Strength to Survive
- 2014 — Amid the Noise and Haste
- 2017 — Poetry In Motion
- 2021 — Beauty in the Silence